# Lytta morosa
Lytta morosa är en skalbaggsart som först beskrevs av Henry Clinton Fall 1901.  Lytta morosa ingår i släktet Lytta och familjen oljebaggar. Inga underarter finns listade i Catalogue of Life.